# Togakure-ryū
 (août 2016).
Le Togakure-ryū (戸隠流), « l'école de la porte secrète » a été fondée, si l'on en croit le Togakure ryu Ninjutsu Hidensho, un manuscrit ancien aujourd'hui en possession de soke Masaaki Hatsumi, il y a près de 800 ans par Daisuke Nishina (Togakure). Il aurait été initié au shugendo, ainsi qu'au Hakuun-ryu ninjutsu par Kagakure Doshi. Si l'existence de Daisuke Nishina a pu être vérifiée par l'historien Koyama Ryutaro, l'histoire de l'école n'a pu être clarifiée. Il est cependant important de noter que le Bugei Ryuha Daijiten reconnait le Togakure-ryū en tant qu'école ancienne (koryu bujutsu).
Dans la tradition du Bujinkan, l'école comprend quatre enseignements secrets (Yon-po Hiden):
- Senban Shuriken (le jets d'étoiles à quatre branches)
- Shuko et Sokko (bandes de cuir équipées de griffes que l'on porte aux mains ou aux pieds)
- Shindake (un tuyau servant aussi bien de tuba que de sarbacane)
- Kyoketsu shoge (lame attachée au bout d'une corde, elle-même attachée à un gros anneau de métal)

L'enseignement du Taijutsu fait également partie du Togakure-ryū.

## Histoire selon leTogakure-ryū Ninjutsu Hidensho
En 1182 pendant la Guerre de Genpei, Minamoto no Yoshinaka, un général originaire de la région montagneuse de Nagano, réussit à prendre la ville de Kyōto (la capitale de l'époque). À la suite de cette victoire, il fut lui-même attaqué par son cousin Yoshitune. Quand les troupes de ce dernier franchirent la rivière Uji, une zone cruciale dans la défense de la capitale, Yoshinaka se retira, et périt d'une chute de cheval dans une rizière gelée.
Après la défaite de Yoshinaka, un des samouraïs qui étaient à son service, Daisuke Nishina (originaire d'un village nommé Togakure) trouva refuge dans les montagnes d'Iga, au Sud de la partie centrale du Japon. Le village natal de Nishina, Togakure, se nomme aujourd'hui Togakushi (préfecture de Nagano). Il fut l'un des premiers centres d'entrainement au shugendo, ce qui explique peut-être que Nishina se soit investi dans de telles pratiques, même si les archives de Togakure-ryū n'en font pas mention. La montagne fournissait surtout un abri sûr, car les troupes de Yoshinaka étaient toujours pourchassées. Daisuke Nishina changera plus tard son nom en Daisuke Togakure, et deviendra le premier soke de l'école.
Ironie du sort, Yoshitune sera lui-même détrôné par son frère Yoritomo. Après avoir échappé aux forces de Yorimoto, il fonda l'école de ninjutsu Yoshitsune-Ryū. Cette école est aujourd'hui disparue à l'instar de plusieurs écoles anciennes.
Les clans de la région d'Iga se développèrent, et jouèrent un rôle important dans l'histoire militaire du Japon. L'aide qu'ils accordèrent à Tokugawa Ieyasu permit à ce dernier de fonder le Shoguna Tokugawa. Ils furent par la suite recrutés comme policiers, gardes du corps ou agents de renseignement.

## Les dix huit disciplines du Togakure Bujutsu
1. Taijutsu
2. Ninja Ken
3. Bajutsu
4. Shurikenjutsu
5. Kusarigama
6. Yari
7. Naginata
8. Bojutsu
9. Suiren
10. Kayajutsu
11. Bo Ryaku
12. Choho
13. Shinobi Iri
14. Intonjutsu
15. Hensojutsu
16. Tenmon
17. Chimon
18. Seishin Teki Kyoyo

L'enseignement de cette école est aujourd'hui dispensé au Bujinkan, Genbukan, Jinenkan mais aussi à la ToShinDo (école fondée par Stephen K. Hayes).